# William Hodson Brock
Pour les articles homonymes, voir Brock.
William Hodson Brock, né le 16 décembre 1936 et mort le 16 février 2025, est un chimiste et  historien des sciences britannique. 

## Biographie
Brock est né à Brighton. Il étudie la chimie à l'University College de Londres et l'histoire et la philosophie des sciences à l'Université de Leicester pour devenir maître de conférences sur le sujet. Il obtient un doctorat pour sa biographie du chimiste William Prout qui est développée dans le livre From Protyle to Proton : William Prout and the Nature of Matter, 1785–1985 (1985). Brock reste à Leicester jusqu'à sa retraite en 1998 en tant que professeur émérite d'histoire des sciences .
Brock écrit des biographies de chimistes célèbres tels que Justus von Liebig, August Wilhelm von Hofmann et William Crookes.
En 1995, Brock reçoit le Dexter Award for Outstanding Achievement in the History of Chemistry de l'American Chemical Society.

## Ouvrages
- Justus von Liebig et August Wilhelm Hofmann dans ihren Briefen (1841-1873) (1984)
- De Protyle à Proton: William Prout et la nature de la matière, 1785-1985 (1985)
- L'histoire de la chimie de Fontana (1992) [6]
- L'histoire Norton de la chimie (1993) [7]
- Science pour tous: études sur l'histoire de la science et de l'éducation victoriennes (1996)
- William Crookes (1832-1919) et la commercialisation de la science (2008)
- L'affaire des chaussettes empoisonnées: contes de chimie (2011)